# Jean-Philippe Viard
Pour les articles homonymes, voir Viard.
Pas d'image ? Cliquez ici

a Compétitions nationales et continentales officielles uniquement.

b Matchs officiels uniquement.
Jean-Philippe Viard, né le 20 juillet 1977 à Narbonne (Aude), est un joueur de rugby à XV français qui évolue au poste de centre.

## Palmarès
- Équipe de France -21 ans